# Гриб Наталія Валентинівна
Наталія Валентинівна Гриб (нар. 16 серпня 1999, Бігунь, Овруцький район, Житомирська область, Україна) — українська футболістка, нападниця російського клубу «Зірка-2005». 

## Життєпис
Перший тренер — Кожан Сергій Васильович. Дорослу кар'єру почала в клубі «Пантери» (Умань), в 2015 році стала переможницею турніру першої ліги, в переможному сезоні відзначилася 5 голами в 5 матчах. У 2016 році грала у вищій лізі (3 матчі). Визнана найкращою молодою футболісткою України 2016 року.
У лютому 2017 року перейшла до польського клубу «Олімпія» (Щецін), де провела два з половиною сезони. У 2019 році перейшла в інший польський клуб — «Гурник» (Ленчна) і в сезоні 2019/20 стала чемпіонкою і володаркою Кубка Польщі, а також провела свої перші матчі в єврокубках.
У листопаді 2020 року перейшла до російського клубу «Зірка-2005» (Перм) і до закінчення сезону встигла зіграти в чотирьох матчах. Перший матч у вищій лізі Росії провела 7 листопада 2020 року проти «Локомотива», замінивши в перерві Христину Хорошеву. За підсумками сезону стала бронзовим призером чемпіонату.
Виступала за дівочу та молодіжну збірну України, зіграла не менше 15 матчів у кваліфікаційних турнірах першостей Європи. У 2018 році викликалася в студентську збірну країни.

## Досягнення
«Пантери»
- Перша ліга України
  -  Чемпіон (1): 2015

«Гурник» (Ленчна)
- Екстракляса
  -  Чемпіон (1): 2019/20

- Кубок Польщі
  -  Володар (1): 2019/20

«Зірка-2005»
- Вища ліга Росії
  -  Бронзовий призер (1): 2020